# Donny McCaslin
Donny McCaslin, geboren als Donald Paul McCaslin (Santa Cruz (Californië), 11 augustus 1966) is een Amerikaanse jazzsaxofonist.

## Biografie
McCaslin maakte kennis met jazzmuziek door zijn vader, die leraar Engels was en een jazzgroep leidde als vibrafonist. Hij trad op met de band van zijn vader op 12-jarige leeftijd en leidde al zijn eigen band op de middelbare school. Hij speelde ook in een achtkoppige salsaband en studeerde aan het Kuumbwa Jazz Center. Zijn docenten waren Paul Contos en Brad Hecht.
Hij toerde met een jeugdensemble door Europa en Japan en kreeg in 1984 een studiebeurs om te studeren aan het Berklee College of Music. Hier werd hij lid van het kwintet van Gary Burton, met wie hij vier jaar door Europa, Japan, Noord- en Zuid-Amerika toerde. In 1991 vestigde hij zich in New York en werd hij lid van de band Steps Ahead, waartoe hij drie jaar behoorde. Hij heeft ook gewerkt met het Gil Evans Orchestra, de George Gruntz Concert Jazz Band, het kwintet van Danilo Pérez en Mary Ann McSweeney, Maria Schneider's Jazz Orchestra en de Santi Debrianos Panamaniacs.
In 1997 formeerde McCaslin de experimentele band Lan Xan met Dave Binney, Scott Colley en Kenny Wollesen, waarmee twee albums werden gemaakt. In 1998 bracht hij zijn eerste album uit als orkestleider. In 2011 werkte hij mee bij Ryan Truesdells Centennial - Newly Discovered Works of Gil Evans. In 2013 gaf hij concerten in Duitsland met zijn eigen kwartet.
Begin 2015 was McCaslin, samen met zijn bandleden Mark Guiliana, Tim Lefebvre en Jason Lindner, betrokken bij de opnamen voor het laatste album Blackstar van David Bowie. Naast gitarist Nate Wood nam de band in 2016 het album Beyond Now op, dat is geïnspireerd door Bowie en aan hem is opgedragen.

## Discografie
- 1997: Exile & Dicovery met Bruce Barth, Billy Drummond, Ugonna Okegwo
- 2000: Seen from Above met Jim Black, Scott Colley, Ben Monder
- 2003: The Way Trough met David Binney, Anders Bostrom, Scott Colley, Adam Cruz, Luciana Souza, Doug Yates
- 2005: Give N Go met Scott Colley, Gene Jackson, John Swana
- 2005: Soar met Luis Bonilla, Scott Colley, Shane Endsley, Orrin Evans, Ben Monder, Antonio Sánchez, Pernell Saturnino, Luciana Souza
- 2007: In Pursuit met David Binney, Scott Colley, Ben Monder, Antonio Sanchéz, Pernell Saturnino
- 2010: Perpetual Motion
- 2012: Casting For Gravity met Jason Lindner, Tim Lefebvre, Mark Guiliana
- 2015: Florian Weber, Don McCaslin, Dan Weiss Criss Cross (Exploring Monk and Bill Evans) (Enja Records)
- 2016: Beyond Now (Motéma)

- Bibliothèque nationale de France: cb14205281n (data)
- Gemeinsame Normdatei: 134715160
- International Standard Name Identifier: 0000 0001 1490 077X
- Library of Congress Control Number: no00025927
- MusicBrainz: 207c883c-3358-42f4-8d51-dcab3c7054bc
- Nationale Bibliotheek van Tsjechië: js20090723005
- Nationale Bibliotheek van Israël: 987007342234005171
- Système universitaire de documentation: 160202485
- Virtual International Authority File: 37127277
- WorldCat: E39PBJyMjVwMJwX3qxD4BTmmVC